# Eukalyptussläktet
Eukalyptussläktet (Eucalyptus) är ett växtsläkte inom familjen myrtenväxter. De är träd, sällan buskar, med läderartade, ofta blågröna blad, som alltid vänder kanten mot solen. Eukalyptusskogar ger därför inte mycket skugga. Det finns nästan 600 arter av eukalyptus och de flesta av dem kommer ursprungligen från Australien. Några få arter kommer från Nya Guinea och Indonesien. I Australien finns de över i stort sett hela kontinenten, anpassade till alla klimat som förekommer. Det finns ingen annan världsdel där trädfloran är så dominerad av ett enda släkte, som Australiens av eukalyptus.  
Alla eukalyptusarter är städsegröna, men några har bark som fälls. En olja som utvinns ur eukalyptusblad innehåller ämnen som är antiinflammatoriska. I större mängder kan de vara giftiga. Flera pungdjur, framför allt koala och possum, tål dock dessa ämnen jämförelsevis bra. Varma dagar avdunstar eukalyptusolja från träden. Ångan stiger uppåt och lägger sig som ett karaktäristiskt blått dis över det australiska landskapet. Eukalyptusoljan är mycket brandfarlig och skogsbränder sprider sig lätt genom trädkronorna där luften är oljemättad. Själva träden tål skogsbränder bra. Det är till och med så att de flesta eukalyptusarterna är beroende av skogsbränder för sin spridning. De har reservknoppar under barken och vissa frön öppnar sig inte förrän vid hög temperatur eller brand. 
Eukalyptus uppstod för mellan 35 och 50 miljoner år sedan, då Australien och Nya Guinea ganska nyligen hade avskiljts från Gondwana. Eukalyptus förblev dock ett ganska obetydligt släkte så länge som floran dominerades av regnskog. För ungefär 20 miljoner år sedan började dock klimatet i Australien bli torrare. Det medförde att jorden blev mindre näringsrik och skogarna mer glesvuxna än tidigare. De dominerades då av växter i släktena Casuarina och Akacia. När de första människorna anlände för omkring 50 000 år sedan blev skogsbränder vanligare och mer regelbundna och snart utgjorde de brandälskande eukalyptusträden ungefär 70 procent av den australiska skogen.
Det finns ett mindre släkte av eukalyptusliknande träd, Angophora, som varit känt sedan 1700-talet. Genetisk forskning visade 1995 att vissa eucalyptusarter var mer släkt med Angophora än med de andra eukalyptusarna. Dessa arter flyttades ut ur eucalyptussläktet och blev ett helt nytt släkte, Corymbia. Även om de nu är tre olika släkten så hör de ändå släktmässigt samman, och i vardagligt tal kallar man alla dessa växter för "eukalyptus".
Det finns exemplar av arten jätteeukalyptus (E. regnans) som hör till världens största träd. De finns i Tasmaniens skogar och de högsta är 92 meter. Det gör dem till världens högsta gömfröväxter. Det finns högre träd, men de är barrväxter.
De allra flesta eucalyptusarterna tål inte frost, eller tål endast lätt frost (-3 °C till -5 °C). Det finns dock en art, snöeukalyptus (E. pauciflora) som klarar -20 °C och ett par underarter, liten snöeukalyptus (E. pauciflora subsp. niphophila) och E. pauciflora subsp. debeuzevillei, som tål ännu lägre temperaturer.
Eukalyptusbladen är dimorfa. Som unga är bladen motsatta och ofta ganska runda och ibland utan bladskaft. När de blir några år blir de dock mer avlånga och med ett långt bladskaft. Växterna blommar inte förrän det äldre bladverket börjar utvecklas, med undantag av grå snitteukalyptus (E. cinerea).
Flera arter av eucalyptus (bland annat jätteeukalyptus och E. delegatensis) har stor betydelse som virkesträd, bland annat på grund av sina egenskaper som insultimber. Många arter, till exempel feberträd (E. globulus) odlas i plantager i länder som Brasilien och Indonesien för kemisk pappersmassatillverkning. De är idag den volymmässigt viktigaste råvaran för pappers- och massaindustrin.